# Yossi Matias
Yossi Matias est un informaticien israélien, et un dirigeant chez Google.

## Parcours professionnel
Yossi Matias a obtenu en 1992 un Ph. D. en informatique à l'université de Tel Aviv sous la direction de Uzi Vishkin (en), avec une thèse intitulée « Highly parallel randomized algorithmics ». Il est ensuite chercheur aux Laboratoires Bell et professeur invité à l'université Stanford, et est professeur à l'université de Tel Aviv (en congé).
En 1996, il dirige le projet Lucent Personal Web Assistant des Laboratoires Bell. Il travaille ensuite dans une série d'entreprises de logiciel (cofondateur et dirigeant de Zapper Technologies en 1999, directeur de la technologie et de la recherche de HyperRoll, achetée par Oracle en 2009).
En 2006, il rejoint Google. Il fonde le centre de recherche de Google en Israël. Il y dirige le développement de divers produits, comme Google Trends, Google Suggest. Il est Vice President of engineering de Google Search. Il a initié également des projets de mise en ligne, comme la collection du Mémorial de Yad Vashem et des manuscrits de la mer Morte. Il dirige le Google Campus de Tel Aviv.

## Recherche

### Prix Gödel
En 2005, Yossi Matias reçoit le prix Gödel, avec Noga Alon et Mario Szegedy, pour leurs contributions fondamentales aux algorithmes de fouille de flots de données aux algorithmes de fouille de flots de données.

### Activités de recherche
Il a aussi travaillé sur les algorithmes de recherche et d'analyse des données et des algorithmes de traitement de Big data, les algorithmes parallèles, compression de données, systèmes de gestion de l'information, technologies Web, traitement vidéo et sécurité des données. Il est détenteur de plus de 30 brevets.
En 2009, il est élu fellow de l'Association for Computing Machinery, « pour ses contributions à l’analyse de grands ensembles et flots de données »